# بيتر وريل
بيتر وريل هو لاعب هوكي الجليد كندي، ولد في 18 أغسطس 1977 في مونتريال في كندا.

## وصلات خارجية
- بيتر وريل على موقع دوري الهوكي الوطني (الإنجليزية)
- بيتر وريل على موقع الدوري الأمريكي لهوكي الجليد (الإنجليزية)
- بيتر وريل على موقع EliteProspects.com (الإنجليزية)
- بيتر وريل على موقع HockeyDB.com (الإنجليزية)
- بيتر وريل على موقع Hockey-Reference.com (الإنجليزية)